# Musikjahr 1407
Liste der Musikjahre

◄◄ | ◄ | 1403 | 1404 | 1405 | 1406 | Musikjahr 1407 | 1408 | 1409 | 1410 | 1411 | ► | ►►

Weitere Ereignisse
Dieser Artikel behandelt das Musikjahr 1407.

## Ereignisse

### Heiliges Römisches Reich
- Der italienische Komponist Christoforus de Monte steht ab 1407 auf der Gehaltsliste der Kathedrale von Belluno.[1]

### Italienische Staaten

#### Patriarchat von Aquileia
- Bruder Domenico ist der erste namentlich bekannte Organist der Kirche Santa Maria Maggiore in Udine.[2]
- Der italienische Komponist Rentius de Ponte Curvo ist Priester in Cividale de Friuli.[3]

#### Republik Florenz
- Der italienische Komponist Andrea da Firenze wird Oberhaupt der toskanischen Serviten.[4]

### Königreich Aragon
- Steve de Sort ist bis 1407 Organist der königlichen Kapelle von Aragón.[5]

### Königreich Frankreich

#### Bourges
- Johannes Cesaris ist bis 1409 Maître des enfants am Hof des Herzogs Jean de Berry in Bourges.[6]
- Pierre Fontaine ist bis 1407 Kleriker an der Sainte Chapelle in Bourges in Diensten Jean de Berrys.[7]
- Guillaume Legrant, Kleriker an der Sainte Chapelle in Bourges in Diensten Jean de Berrys, wird zum Kaplan ernannt.[8]

#### Laon
- Johannes Haucourt befindet sich spätestens seit 1407 als Kanoniker an der Kathedrale von Laon.[9]

## Gestorben
- Jacob Glockengießer, deutscher Glockengießer (* 1367)